# AEGON Ilkley Trophy 2016
Die AEGON Ilkley Trophy 2016 waren ein Tennisturnier des ITF Women’s Circuit 2016 für Damen und ein Tennisturnier der ATP Challenger Tour 2016 für Herren in Ilkley und fanden zeitgleich vom 12. bis 19. Juni 2016 statt.